# Emmanuel Bopda
Pour les articles homonymes, voir Bopda.
Emmanuel Bopda, né en 1950 à Bandjoun (Cameroun) et mort le 28 août 2020 à Douala (Cameroun), est un entrepreneur camerounais du secteur des constructions immobilières.
Il est connu pour avoir créé et dirigé l'entreprise Afrique Construction, présente dans le bâtiment.

## Biographie

### Enfance, éducation et débuts
Emmanuel Fodouop Bopda est né en 1950 à Bandjoun.
Il est le père de Hervé Bopda, homme d'affaires et jet-setteur, impliqué dans une affaire de viols, proxénétisme et séquestrations.

### Carrière
Il fait fortune en créant une quincaillerie : Afrique Construction.
Il meurt le 28 août 2020 à l'hôpital de la polyclinique Muna à Bonanjo à Douala,.